# هفت شگفتی جهان صنعتی
هفت شگفتی جهان صنعتی (انگلیسی: Seven Wonders of the Industrial World) هفت شگفتی جهان صنعتی یک سریال تلویزیونی بریتانیایی مستند درام است که از ۴ سپتامبر ۲۰۰۳ تا ۱۶ اکتبر ۲۰۰۳ در بی‌بی‌سی پخش شد و بعدها در دی وی دی منتشر شد. این برنامه هفت شاهکار مهندسی که از زمان انقلاب صنعتی به وقوع پیوست را مورد بررسی قرار می‌دهد.

## قسمت‌ها

### کشتی بزرگ
این قسمت بر روی ساخت ایستگاه ss شرقی که توسط آیزامبارد کینگدام برونل طراحی شده‌است، متمرکز است که هر دو اولین کشتی‌هایی هستند که کاملاً از آهن ساخته شده‌اند. این کشتی‌ها لوکس‌ترین کشتی‌های ساخته شده بشر تا آن روز بودند. ساخت این کشتی اعجاز کشتی‌سازی بود، ساخت آن به واسطه حوادث، رسوایی و صدمات مالی آسیب دید.